# ایر کالدونی
ایر کالدونی (به انگلیسی: Air Calédonie) یک شرکت هواپیمایی با کد یاتا TY است که در تاریخ ۱۹۵۴ میلادی تأسیس شده‌است. دفتر مرکزی ایر کالدونی در نومئا، کالدونیای جدید واقع شده‌است و قطب این شرکت هواپیمایی در فرودگاه نومئا مجنتا قرار دارد و به ۹ مقصد، پرواز مستقیم انجام می‌دهد.